# اوبالدو لای
اوبالدو لای (ایتالیایی: Ubaldo Lay؛ ‏ ۱۴ آوریل ۱۹۱۷ – ۲۷ سپتامبر ۱۹۸۴) بازیگر اهل ایتالیا بود.
از فیلم‌هایی که وی در آن نقش داشته‌است، می‌توان به یک روز در دادگاه و ناپل همیشه ناپل است اشاره کرد.